# Abraum (Bergbau)

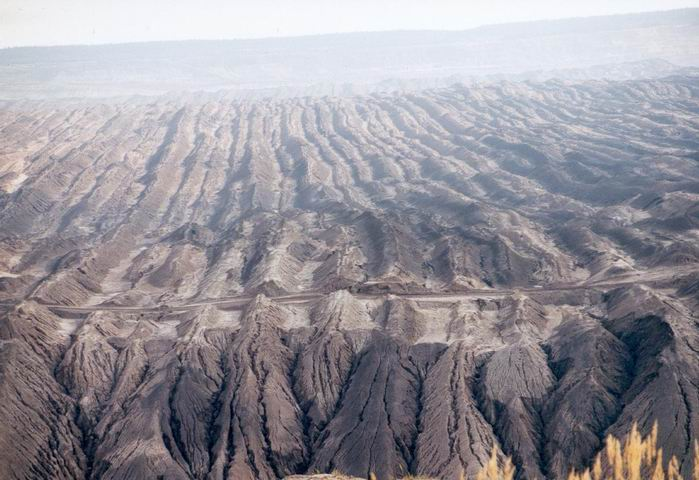
Kippe des Tagebaus Meuro bei Großräschen, 2002

Als Abraum werden im Tagebau die das Nutzmineral überdeckenden Gesteinsschichten bezeichnet.

## Braunkohlentagebaue

### Abraumwirtschaft
Beim Neuaufschluss eines Braunkohletagebaus wird zunächst der Mutterboden abgetragen und separat für eine spätere Rekultivierung gelagert. Dann werden die auf dem Kohleflöz lagernden Deckgebirgsschichten, die beim Braunkohlentagebau üblicherweise aus quartären und tertiären Schichten bestehen, abgeräumt und auf Kippe gelagert. Beim Neuaufschluss liegt die Kippe zwangsläufig außerhalb des Tagebaus und wird deshalb als Außenkippe bezeichnet. Ist der Abbau der Braunkohle später weit genug fortgeschritten, so wird der dann anfallende Abraum in den ausgekohlten Raum verkippt, man spricht dann von der Innenkippe. Im Zuge der Rekultivierung wird die Außenkippe heute meist abgetragen und ebenfalls im ausgekohlten Tagebau verstürzt. Teilweise wird mit dem Abraum des neuen Tagebaus das Tagebaurestloch eines nahe gelegenen alten Tagebaus (teilweise) verfüllt. Dafür notwendige Transporte übernimmt zumeist ein System von Förderbändern und/oder Grubenbahnen.

### Abraumförderung
Der Abraum wird – je nach Mächtigkeit des Deckgebirges – in einem oder mehreren Schritten abgebaggert. Dazu wird zunächst im Tiefschnitt von der Tagesoberfläche aus durch einen Eimerkettenbagger der Vorschnitt realisiert; ihm folgt ein weiterer, tiefer aufgestellter Bagger im Hochschnitt, nötigenfalls ein auf demselben Planum befindlicher dritter Bagger, wiederum im Tiefschnitt.
Der Abraum muss um den Tagebau herum auf die Kippenseite gefördert werden. Dies geschieht durch Förderband- oder Zugbetrieb bzw. direkt über den Tagebau hinweg mit einer Förderbrücke. Die Bagger fördern den Abraum entweder auf das Förderband oder auf die Züge. Bei Förderbrückenbetrieb sind Hoch- und Tiefschnittbagger mit dieser gekoppelt.
Auf der Kippenseite wird der Abraum durch den Absetzer verkippt.

## Erz- und tiefe Tagebaue

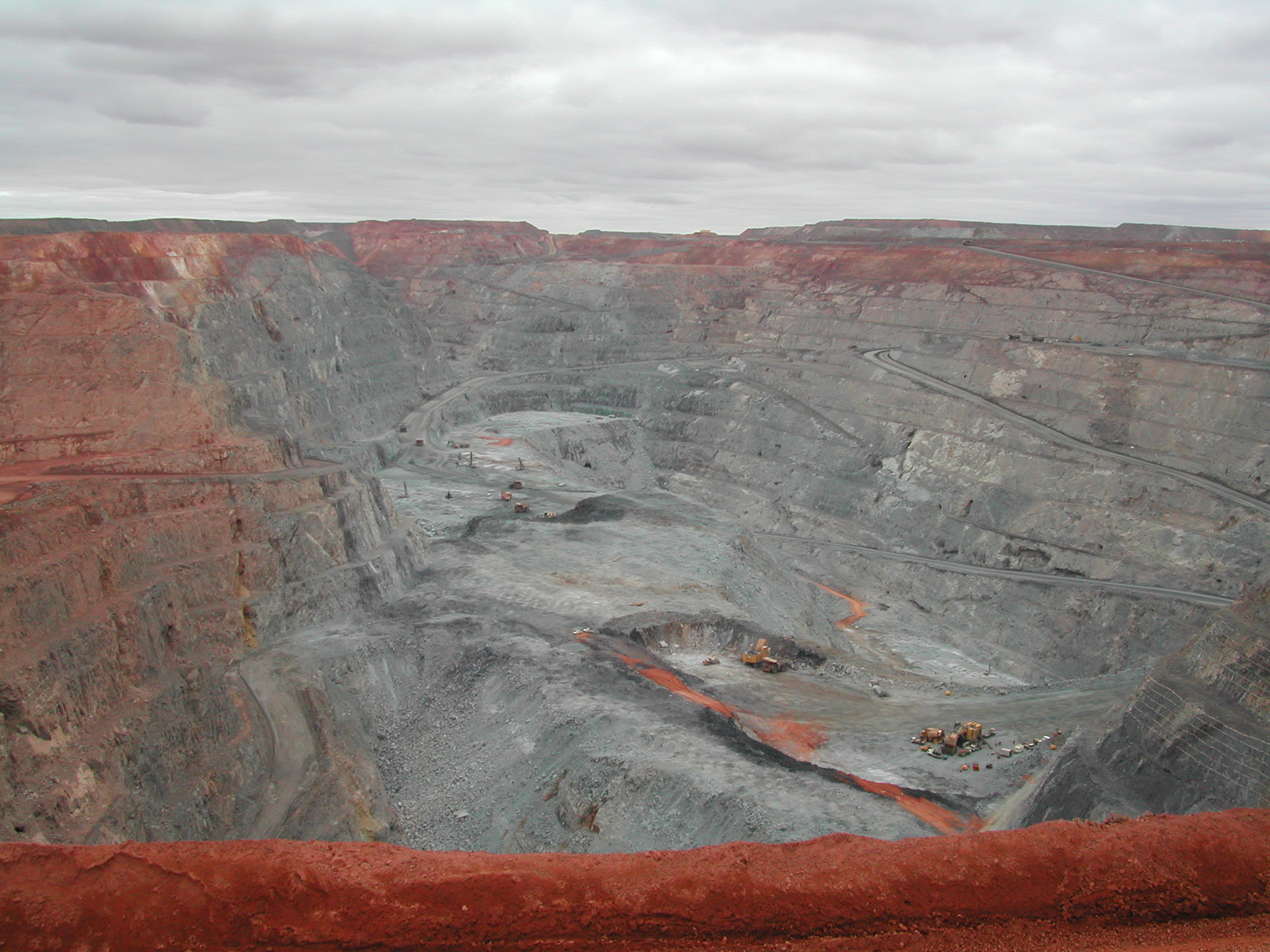
Goldtagebau in Australien

Auch Erze und andere Rohstoffe als Braunkohle (z. B. Ton- oder Lehmschichten für Ziegeleien), werden im Tagebau gewonnen. Aufgrund der meist nicht-flözartigen Ausbildung der Lagerstättenkörper kommt hier eine andere Technik zum Einsatz. Abraum und Nutzmineral werden durch Löffel- oder Schürfkübelbagger gewonnen; wegen der in der Regel höheren Gesteinsfestigkeit muss meistens auch gesprengt werden. Der Abraum wird durch die Bagger in Großmuldenkipper mit einer Transportkapazität von bis zu 360 Tonnen/Fahrzeug geladen und mit diesen dann auf Außenkippe gefahren. Eine Innenkippe ist in der Regel nicht möglich, da sich der Abbau in diesen Tagebauen auf engem Raum konzentriert und dadurch nicht genug Platz zur Verfügung steht.